# Arzúa-Ulloa
Arzúa-Ulloa (queso de Lugo o queso de Chantada), es un queso elaborado con leche de vaca de raza rubia gallega, frisona, pardo-alpina y sus cruces. Puede ser de leche natural entera, cruda o pasteurizada. Su denominación de origen proviene de las regiones de Arzúa y Ulloa.
Se lo conoce principal y tradicionalmente en Galicia, como en sus diversas localidades aledañas, aún por su amplia fabricación.

## Descripción
El queso amparado por la D.O. Arzúa-Ulloa se elabora exclusivamente con leche de vaca. Esta leche no podrá contener calostros, conservantes, inhibidores o productos medicamentosos que puedan incidir en la elaboración, maduración y conservación del queso. En su composición cumplirá los parámetros legalmente establecidos, siendo en cualquier caso una leche natural íntegra.
Los quesos se presentan en piezas y van provistos de una etiqueta comercial en la que figura de manera destacada la mención de denominación de origen, y una contraetiqueta expedida y controlada por el Consejo Regulador.
La denominación de origen Arzúa–Ulloa ampara los siguientes tipos de quesos:
Arzúa–Ulloa. Es un queso de pasta blanda, elaborado con leche cruda o pasteurizada, tiene un período de maduración mínimo de seis días, y presenta forma lenticular, o cilíndrica con los bordes redondeados. Su corteza es fina y elástica, de color amarillo medio a oscuro, brillante, limpia y lisa. La pasta es de color uniforme, entre blanca marfil y amarilla pálida, y tiene aspecto brillante, sin grietas, presentando pocos ojos, pequeños, angulosos o redondeados y de distribución irregular, más en el elaborado con leche cruda que en el elaborado con leche pasteurizada. 
Arzúa-Ulloa de Granxa. Elaborado con leche cruda o pasteurizada, con la particularidad de que ésta procede en su totalidad de vacas de la propia explotación. Las características generales de este queso coinciden con las descritas anteriormente.
En ambos tipos, lo más común es que se utilice leche cruda solamente si el queso se hace en el mismo lugar donde se recoge la leche, pues minimiza el riesgo de que la leche se estropee. 
Su diámetro varía entre los 120 a los 260 mm, y su altura entre 50 a 120 mm, aunque la altura no puede ser mayor que el radio. Su masa debe estar entre 0,5 y 3,5 kg. 
Tiene un mínimo de 45% de extracto seco y un mínimo de 45% de grasa sobre el mismo; su contenido en proteínas es de mínimo 35% sobre extracto seco. En la materia no grasa, tiene un porcentaje de agua de 68%-73%.
Las características sensoriales de los quesos Arzúa-Ulloa y Arzúa-Ulloa de Granxa son el aroma inicialmente a leche fresca y yogur, apareciendo aroma a mantequilla conforme madura, junto con matices de vainilla, nata y nueces. El sabor es ligeramente salado, con un característico punto de acidez. La masa del queso es lisa, y soluble en la boca. La textura es untuosa debido a la proteólisis que se produce durante la maduración.
Arzúa-Ulloa Curado. Elaborado con el mismo tipo de leche, tiene un período de maduración mínimo de seis meses. Su forma también es lenticular o cilíndrica, y la cara horizontal superior puede ser ligeramente cóncava. 
Presenta una corteza no diferenciada de color amarillo muy intenso, brillante y de aspecto graso. Su masa oscila entre 0,5 a 2,0 kg. El diámetro está comprendido entre los 120 a los 200 mm, y su altura entre 30 a 100 mm.
Es el queso conocido tradicionalmente en gallego como queixo da nabiza, queixo do tempo dos nabos o queixo do ano, en castellano queso de la nabiza, queso de la época de los grelos o queso del año, respectivamente. Esta última expresión hacer referencia a que se solía guardar de un año para otro. 
Su pasta, amarilla intensa, es muy compacta, en el que resalta un fuerte aroma a mantequilla ligeramente rancia. La sensación olorosa es penetrante y picante. El sabor es predominantemente a mantequilla, con ligeras notas a vainilla y frutos secos. En su composición presenta como mínimo 65% de extracto seco y un mínimo de 50% de grasa sobre el mismo.

## Zona de elaboración
La elaboración del queso amparado bajo la denominación de origen Arzúa-Ulloa se limita a una determinada zona geográfica que abarca un total de 24 municipios. La zona de producción abarca un área quesera común, de gran tradición enmarcada entre las dos orillas del río Ulla. 
Comprende las provincias de La Coruña, Lugo y, próximamente, Pontevedra, en los siguientes municipios:
- Provincia de La Coruña: Arzúa, Boimorto, El Pino, Touro, Curtis, Vilasantar, Mellid, Santiso, Sobrado, Toques, Frades, Mesía, Órdenes, Oroso, Boqueijón y Vedra.
- Provincia de Lugo: Antas de Ulla, Monterroso, Palas de Rey, Carballedo, Chantada, Taboada, Friol, Guntín y Puertomarín.
- Provincia de Pontevedra: Golada, Dozón, Lalín, Rodeiro, Silleda, Villa de Cruces y La Estrada.

Los municipios de la provincia de Pontevedra y el de Vedra (La Coruña) todavía no forman parte oficialmente del área geográfica de la denominación de origen.

## Sugerencias de degustación
Este producto es ideal para ser acompañado con miel o membrillo si se toma al natural; pero también es muy adecuado para la cocina, ya que debido a su suavidad acompaña bien los sabores sin llegar a enmascararlos.
Funde muy bien, por lo que se aconseja en platos al horno con verduras o huevos, o bien para freír. Es un queso que puede llegar incluso a ser untable por ejemplo sobre panes de avena, cereales, maíz o millo.
Si se toma con vino, es preferible decantarse por tintos con cuerpo, viriles, con vigor y buen buqué. La temperatura óptima para su consumo es la ambiente entre 15 a 22 °C.

## Fiestas
La Festa do Queixo (fiesta del queso) se celebra de forma ininterrumpida desde 1975, el primer domingo de marzo en Arzúa, en la provincia de La Coruña. Es una fiesta organizada por el Ayuntamiento de Arzúa. 
En la Comarca de A Ulloa se celebra una feria anual, que rinde homenaje al queso Arzúa-Ulloa. La fecha suele rondar la Semana Santa, y la celebración es rotatoria entre los tres Ayuntamientos de la comarca: Antas de Ulla, Monterroso y Palas de Rey.